# Еліз Бауман
Еліз Дженні Бауман (англ. Elise Janae Bauman; нар.. 1990, Торонто) — канадська акторка, феміністська кінорежисерка, кінематографістка та співачка.

## Кар'єра

### Театр
Акторську кар'єру Еліз Бауман почала зі шкільного віку. У 2009 році перебралася до Нью-Йорку, де навчалася в Circle in the Square Theatre School . Її випускною роботою стала роль Ані, доньки Любові Раневської, в постановці «Вишневого саду». Вона виступала на бродвейській сцені, де найбільшого успіху досягла в «Кричащих» Керіл Черчілль.

### Кіно і телебачення
У 2014 році Еліз Бауман отримала головну роль у вебсеріалі «Кармілла» — вільній адаптації сценариста Джордана Халла готичної новели Джозефа Шерідана Ле Фаню з тією ж назвою. Серіал викликав чималий глядацький інтерес і був відзначений нагородами Canadian Screen Award та Banff World Media Festival . До січня 2016 року сумарна аудиторія «Кармілли» досягла 55 мільйонів переглядів на YouTube.
Знялася в художньому фільмі «Майже дорослі» разом зі своєю партнеркою по серіалу Наташею Негованліс. Бауман втілила персонажку Маккензі, 22-річну лесбійку, яка тільки що усвідомила свою сексуальність і намагається надолужити згаяне, але при цьому не втратити єдину подругу. Дана робота принесла акторці кінонагороду AfterEllen.com і TheBacklot.com.

## Особисте життя
Еліз Бауман проживає в Торонто. У 2017 році вона оголосила про свою бісексуальність.

## Фільмографія
- 2014/2016: Кармілла — Лора Голліс
- 2014: Найгірша річ, яку я коли-небудь робив — Феллон
- 2014: Молоді безплідні землі — Банні
- 2015: Все буде рожевим — студентка театральної школи[12][13]
- 2015: Обличчям до музики — Аманда
- 2016: Слешер — Еліз
- 2016: Нижче її губ — Бріджет
- 2017: FOMO — Кріс Даксворт
- 2017: Становлення бурлеску — Бекка